# آزمون شاپیرو–ویلک
آزمون شاپیرو-ویلک، یک آزمون نرمال‌بودن در آمار استنباط‌گرایانه است. ساموئل سنفورد شاپیرو و مارتین ویلک، این آزمون را در سال ۱۹۶۵ منتشر کردند.

## نظریه
آزمون شاپیرو-ویلک، اصل فرض صفر را به‌کار می‌گیرد تا بررسی کند که آیا یک نمونه x1, ... , xn از یک جامعه دارای توزیع طبیعی ناشی می‌شود یا نه. آماره این آزمون عبارتست از:
{\displaystyle W={\left(\sum _{i=1}^{n}a_{i}x_{(i)}\right)^{2} \over \sum _{i=1}^{n}(x_{i}-{\overline {x}})^{2}}}
که در آن
- {\displaystyle x_{(i)}} (که در آن اندیس i در داخل پرانتز قرار گرفته است) iامین آماره ترتیبی است، مثلاً iامین عدد کوچک در نمونه؛
- {\displaystyle {\overline {x}}=\left(x_{1}+\cdots +x_{n}\right)/n} میانگین نمونه می‌باشد؛
- ثابت‌های {\displaystyle a_{i}} از رابطه زیر به دست می‌آیند[۱]

{\displaystyle (a_{1},\dots ,a_{n})={m^{\mathsf {T}}V^{-1} \over (m^{\mathsf {T}}V^{-1}V^{-1}m)^{1/2}}}
که در آن
{\displaystyle m=(m_{1},\dots ,m_{n})^{\mathsf {T}}\,}
و {\displaystyle m_{1},\ldots ,m_{n}} امیدهای ریاضی متغیرهای تصادفی مستقل با توزیع یکسان که از توزیع طبیعی استاندارد انتخاب شده‌اند و {\displaystyle V} ماتریس کوواریانس این آماره‌های ترتیبیست. اگر {\displaystyle W} کمتر از یک مرز از قبل تعیین‌شده باشد، ممکن است کاربر فرض صفر را رد کند.